# Aeroportul Yellowknife
Aeroportul Yellowknife (IATA: YZF, ICAO: CYZF) este un aeroport din Yellowknife, Teritoriile de Nord-Vest, Canada ce deservește zona Yellowknife. Aeroportul a fost tranzitat în 2021 de 163.346 de pasageri. A fost deschis în 1944 și numit după zona deservită.
Situat la o altitudine de 206 m, aeroportul dispune de o singură pistă.